# Alfred Aetheling

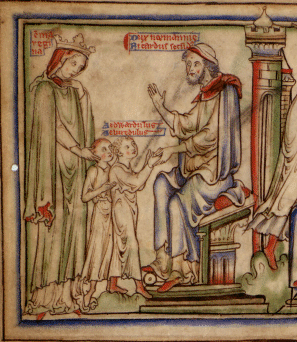
La reina Emma y sus dos hijos, siendo recibidos por el Duque Ricardo II de Normandía

Alfred Aetheling, también Ælfred Æþeling (en inglés: Alfred el Noble) (c. 1005-1036), fue uno de los ocho hijos del rey inglés Etelredo el Indeciso. Él y su hermano Eduardo el Confesor eran hijos de la segunda esposa de Etelredo, Emma de Normandía. El rey Canuto se convirtió en su padrastro cuando se casó con Emma. Alfred y su hermano se vieron envueltos en las luchas de poder a comienzos y finales del reinado de Canuto.

## Asedio de Londres
En 1013, durante el asedio de Londres por los daneses, Etelredo y su familia se refugiaron en Normandía. Etelredo recuperó el trono en 1014 y murió en 1016. Inglaterra fue conquistada por Canuto de Dinamarca a finales de ese año, y Alfred y Edward volvieron a la corte de su tío, Ricardo II de Normandía. Hay evidencias de planes diseñados por Ricardo II para invadir Inglaterra en nombre de sus sobrinos.

## Regreso a Inglaterra
En 1035 fallece Canuto y, durante la sucesión, los herederos de los anteriores gobernantes anglosajones trataron de restaurar la Casa de Wessex en el trono. Alfred Ætheling desembarcó en la costa de Sussex con tropas normandas mercenarias y trató de alcanzar Londres. Sin embargo, fue traicionado, capturado por Godwin de Wessex, y cegado, muriendo poco después.
En la Crónica anglosajona se relata de este fatídico encuentro. Cuando Harthacnut sucedió a su medio hermano Harold, persiguió al conde Godwin y a Lyfing, Obispo de Worcester y de Crediton, por los crímenes cometidos contra su medio  hermano; el Obispo perdió su sede durante un tiempo y Godwin entregó al rey un buque de guerra con ochenta guerreros como compensación, y juró que no hizo cegar al príncipe, y que todo lo que hizo fue en cumplimiento de lo ordenado por el Rey Harold. La tradición sostiene que al igual que Harthacnut, Edward el Confesor consideraba culpable a Godwin.
La Casa de Wessex fue restaurada a través de la adhesión del hermano de Alfred, Edward, en 1042. La muerte de Alfred fue una de las principales razones para la desconfianza y el resentimiento mostrados por muchos de los miembros de la sociedad anglosajona, y particularmente por Edward, hacía el conde Godwin y sus hijos.

## Era moderna
En 1929 los restos de 223 soldados, que los excavadores identificaron como soldados normandos, basándose en la estatura y la estructura ósea, fueron hallados en una ladera al oeste del centro de Guildford. Estaban atados y habían sido ejecutados. La tumba ha sido fechada c. 1040. Algunos mostraban la calavera situada entre las piernas y un esqueleto en particular mostraba una vértebra cervical cercenada por una espada. Una moneda de Eduardo el Confesor, hermano de Alfred, que data de 1043 – siete años después de la masacre- fue hallada en el lugar. Las excavaciones estaban a cargo del Coronel O. H. North y del arqueólogo A. W. G. Lowther. La posterior crónica sugiere que estos hombres formaban la vanguardia del Príncipe Alfred, de los que nueve de cada diez fueron asesinados.